# Associação dos Produtores de Espetáculos Teatrais do Estado de São Paulo
Associação dos Produtores de Espetáculos Teatrais do Estado de São Paulo (APETESP) é uma associação sem fins lucrativos brasileira fundada em 12 de julho de 1972, com sede em São Paulo.A atual diretora da APETSP é a atriz Sônia Guedes. A associação representa cerca de 108 empresas produtoras paulistas que também participam na campanha de popularização "Teatro É um Barato!", promovida anualmente pela associação em São Paulo.
Em 1996 a associação adquiriu o Teatro Ruth Escobar e conserva também o Teatro Maria Della Costa.

## Prêmio APETESP
O Prêmio APETESP foi constituído em 1984 em homenagem ao senador Teotônio Vilela e é um dos tradicionais prêmios de teatro paulistas. O prêmio, destinado ao teatro adulto e infantil, abrange - entre outras - as categorias melhor espetáculo, autor, diretor, ator protagonista e ator coadjuvante, atriz protagonista e atriz coadjuvante, trilha sonora, música composta, cenógrafo e figurinista. Por questões financeiras, não houve premiação em 1994 e desde 1999 não é mais concedido.